# Stamser Steg
Der Stamser Steg überspannt den Inn nördlich des Ortes Stams in Tirol und verbindet die Gemeinden Stams und Mieming. Die einfeldrige Hängebrücke steht unter Denkmalschutz.

## Beschreibung

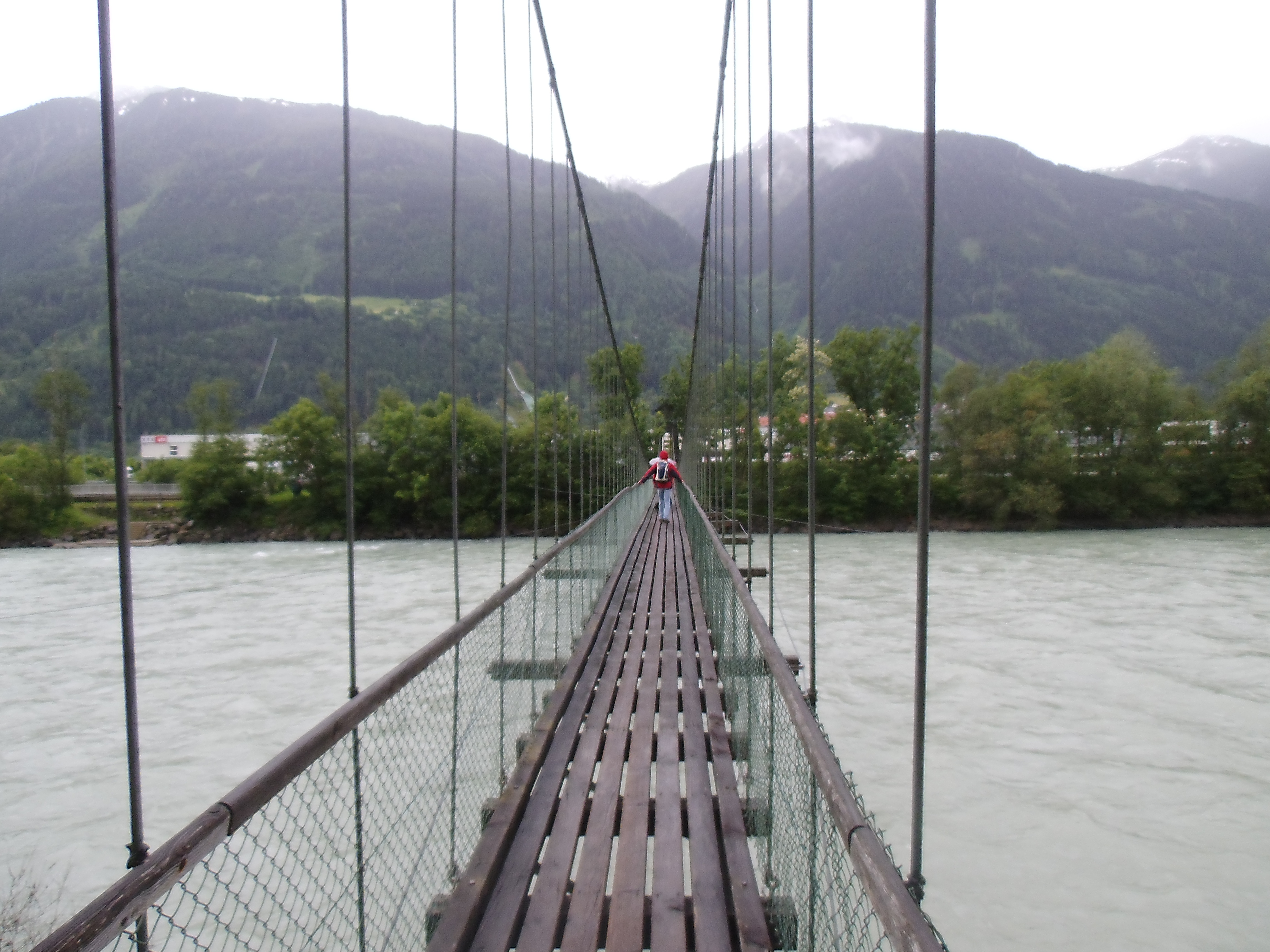
Gehbahn der Hängebrücke bei Stams

An den beiden Ufern des Inns stehen aus Naturstein gemauerte Pylonen, die mit einem Dach versehen sind. Die beiden rund 46 mm starken Tragseile sind durch Öffnungen in den Pylonen geführt und an den Ufern zur Verankerung im Erdreich einbetoniert.
An den Tragseilen sind 104 Hängestangen mit einem Durchmesser von 16 mm – davon 91 zwischen den Pylonen – befestigt, welche die teilweise über die Gehbahn hinausragenden Holzbalken tragen. Auf den Holzbalken in Längsrichtung der Brücke liegende Bretter bilden die 1,10 Meter breite, mit seitlichen Begrenzungskanthölzern gefasste Gehbahn.
Des Weiteren sind die längeren Holzbalken auch an den beiden Kopfseiten mit Stahlseilen gefasst um weitere Stabilität zu erhalten. Zusätzlich ist die Brücke durch schräg zum Inn führende Seile abgespannt, um zu starke Schwingungen zu verhindern.
An beiden Seiten der Gehbahn ist ein Holzhandlauf an den Hängestangen montiert, der mit der Gehbahn durch ein Maschendrahtgitter verbunden ist, das somit als Absturzsicherung dient. Die Brücke hat eine Stützweite von 93,7 Meter.
Im Zuge des Baus der Inntalautobahn sollte der Steg durch eine Betonbrücke ersetzt werden, weil er sich mit der Trassierung der Autobahn nicht vereinbaren ließ. Das wurde durch die Gemeinde Stams verhindert; es wurde die südseitige Abspannung verkürzt und neu verankert.

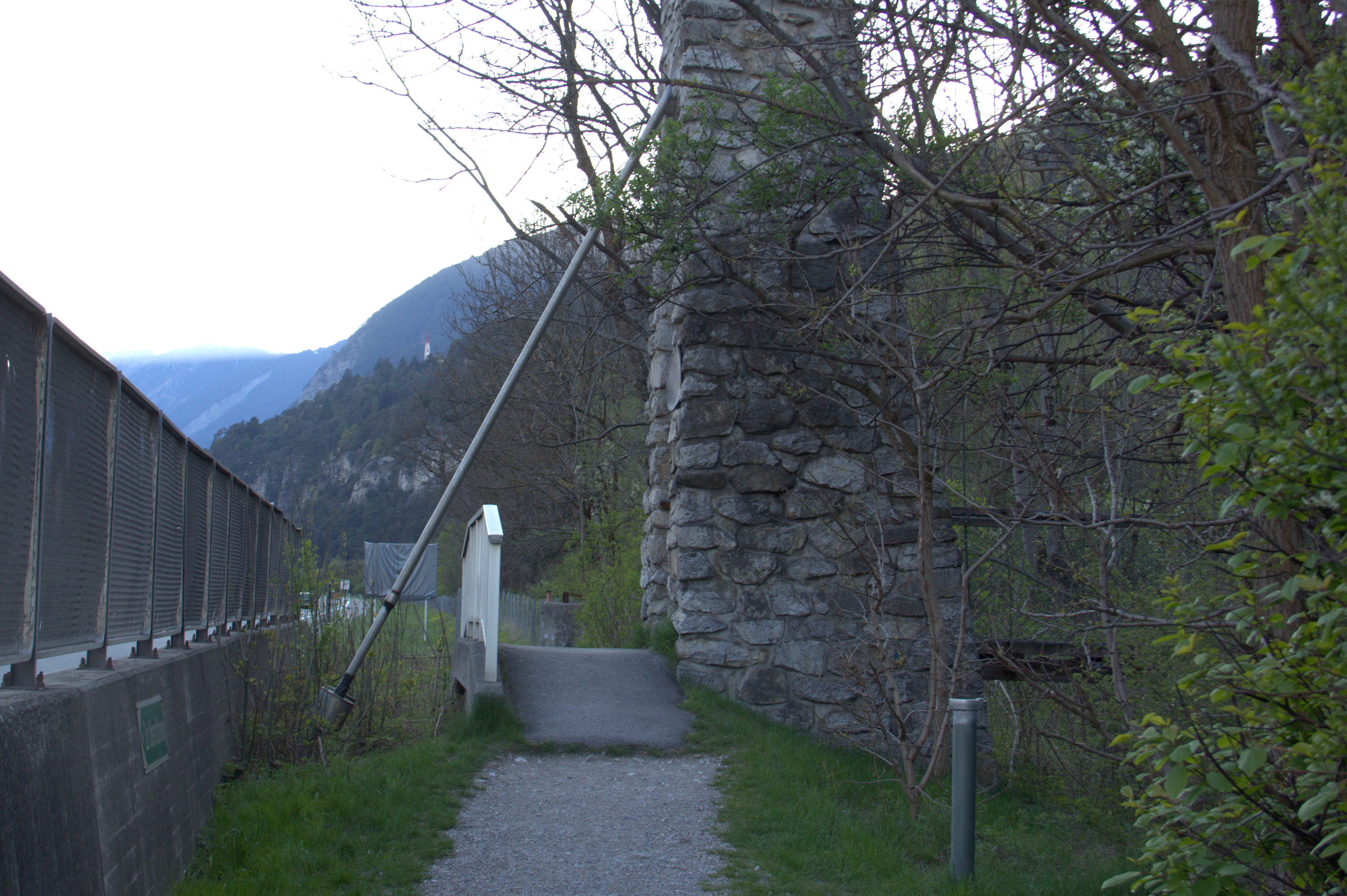
Abspannung auf der Südseite
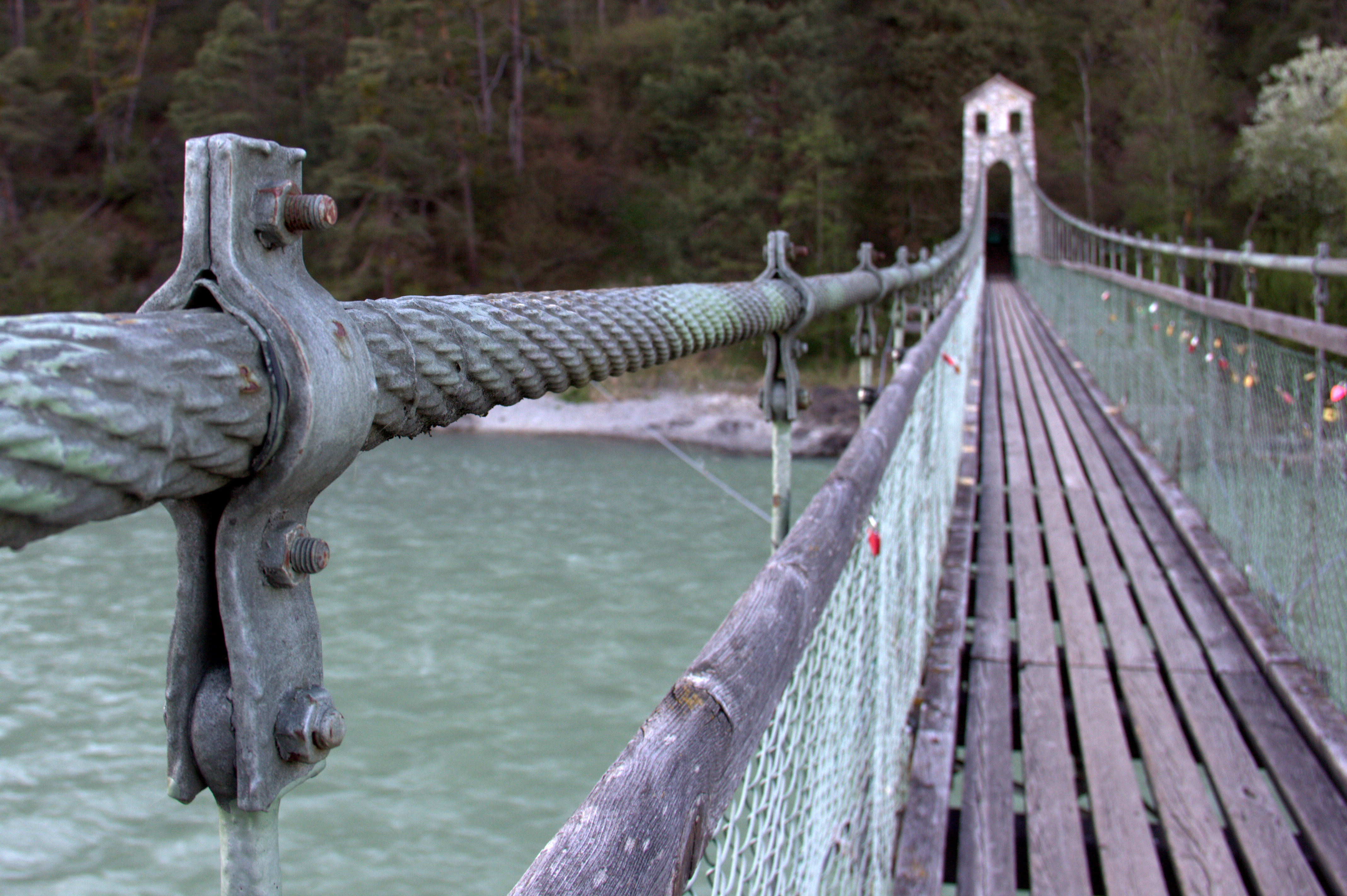
Tragseil
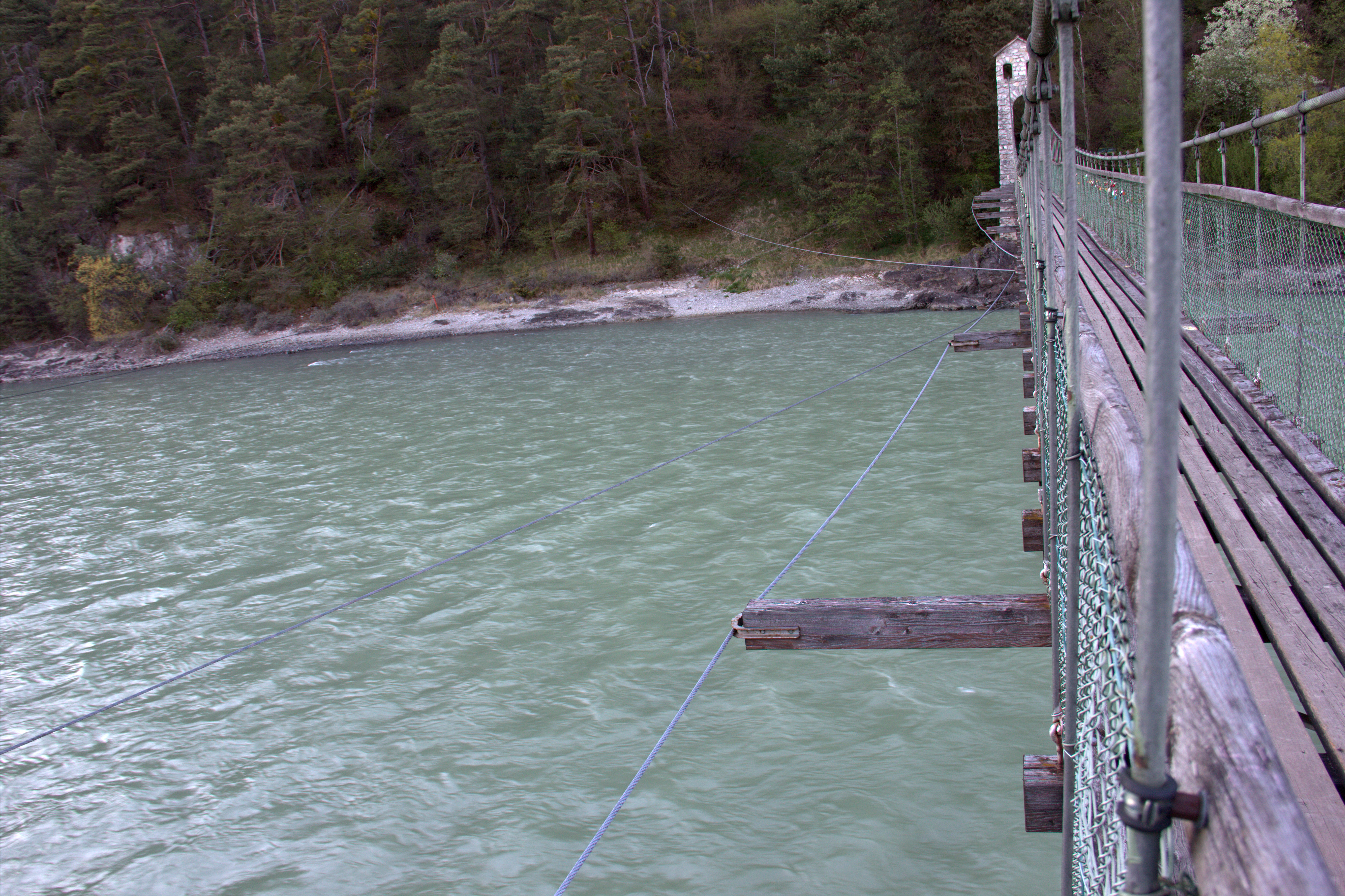
Stabilisierungsseile
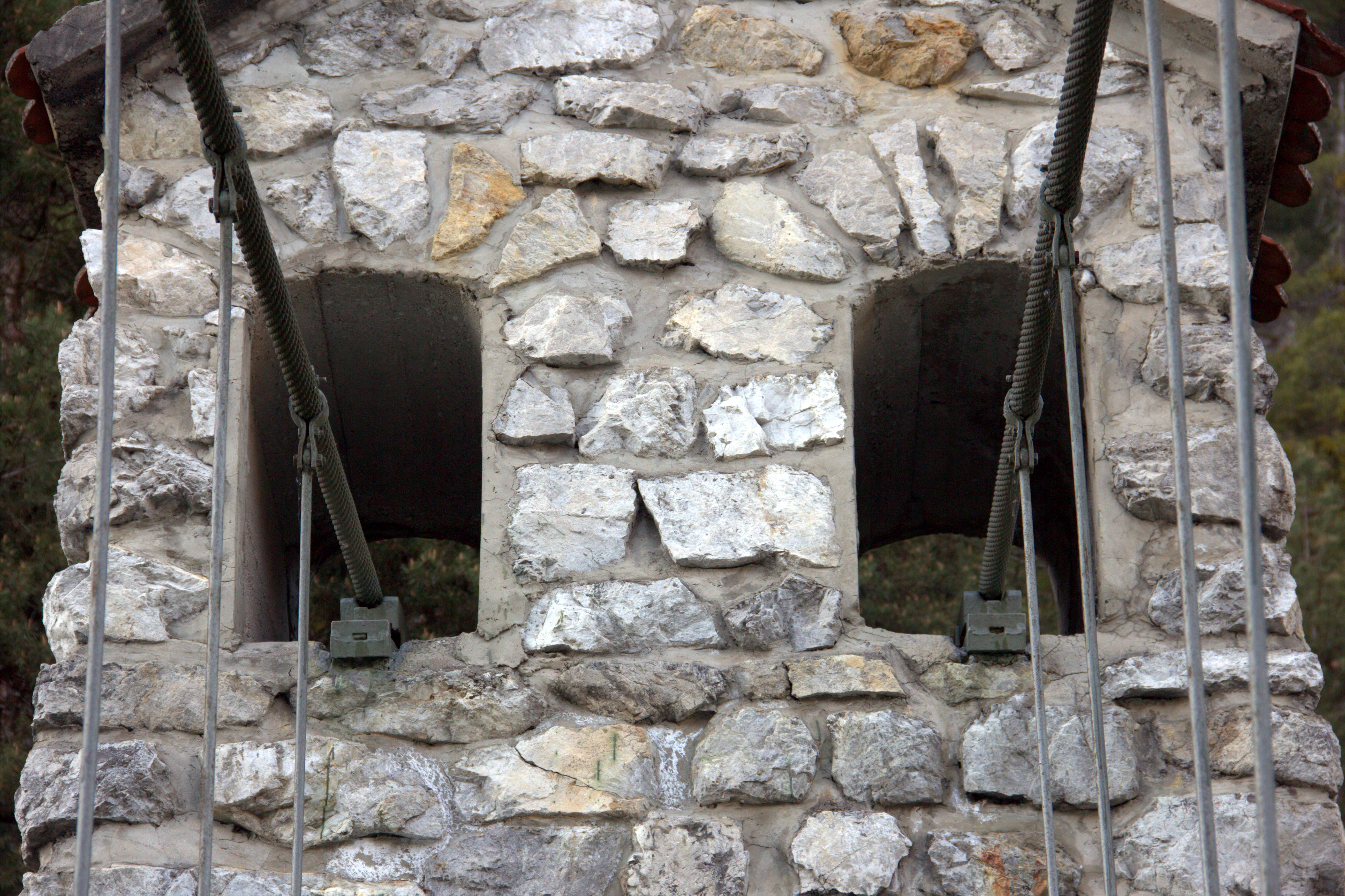
Durchführung durch Pylon
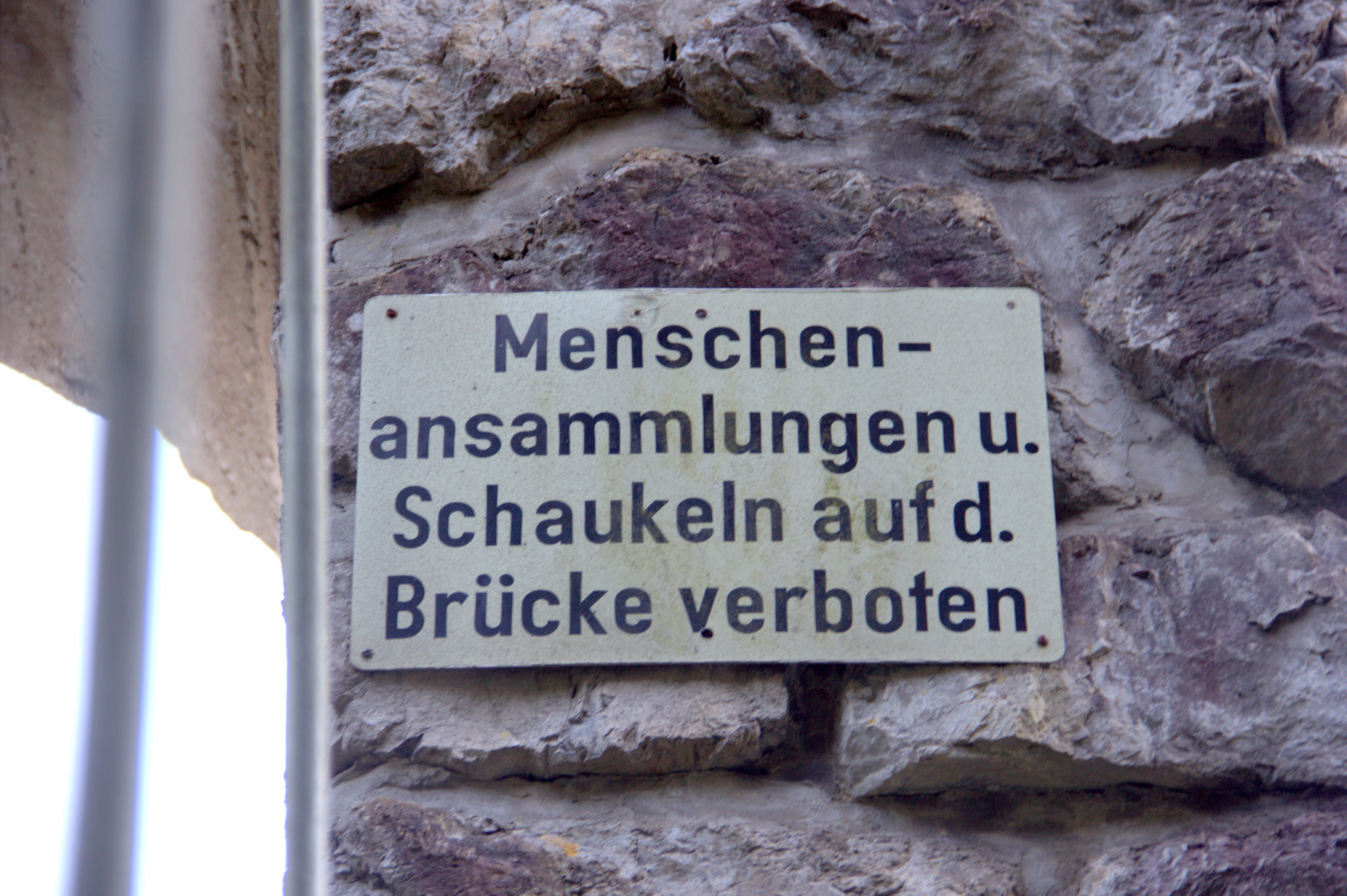
Warnhinweis am Nordpylon
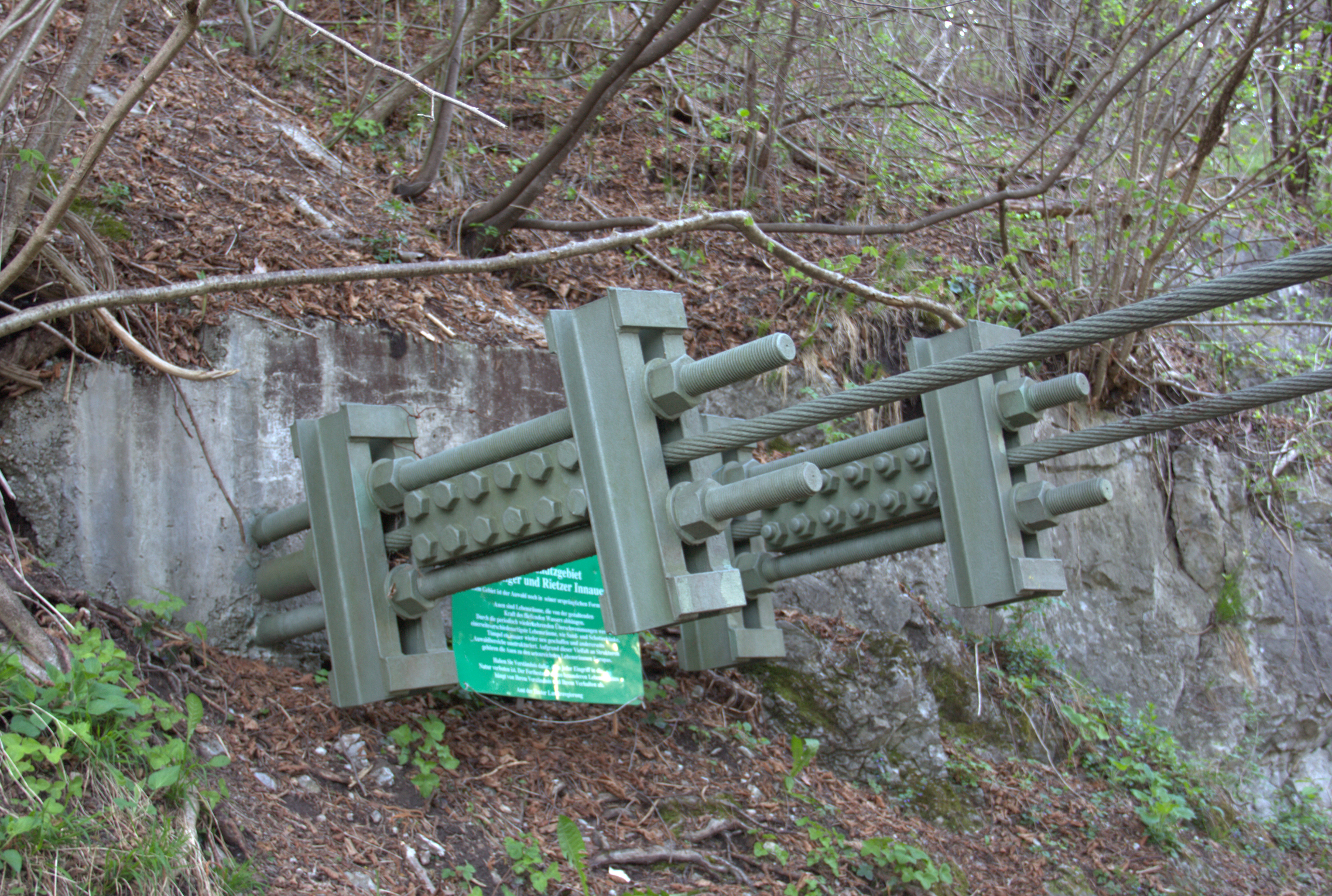
Abspannung auf der Nordseite

## Geschichte

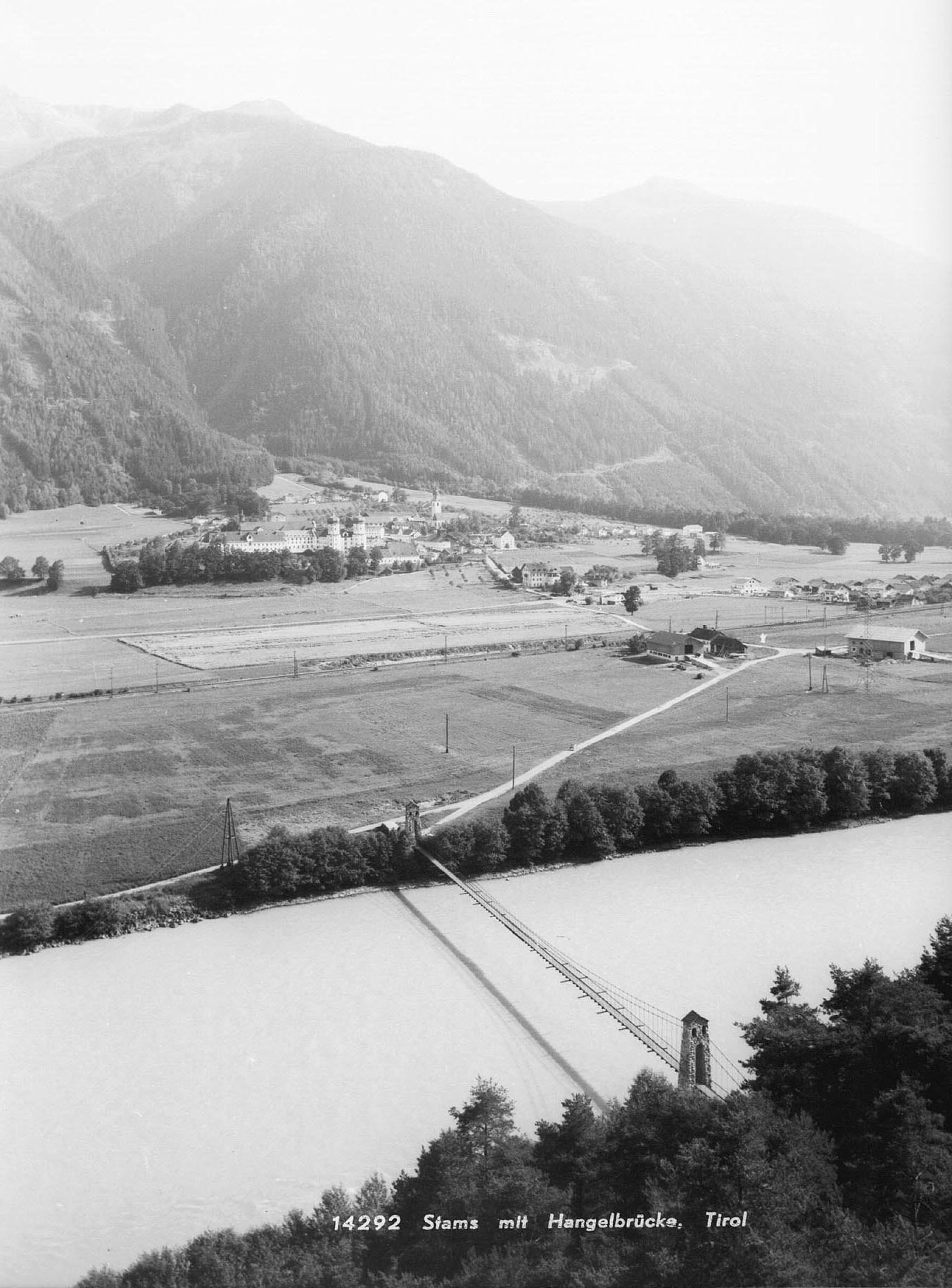
Stams mit Hängebrücke, um 1960

Schon in frühen Zeiten gab es an dieser Stelle am Inn eine Überfuhr. Im Jahr 1281 übereignete der Graf von Hörtenberg die Überfuhrberechtigung über den Inn bei Stams an das Kloster Stams. Im Jahr 1290 wird an dieser Stelle eine Brücke erwähnt. Später wurde eine Überfuhr eingerichtet, ein Seil verband die beiden Ufer, ein Floß wechselte hin und her.
Die wichtige Verbindung zwischen Stams und Mieming ermöglichte nach dem Bau der Arlbergbahn eine kurze Verbindung zum Bahnhof in Stams. Aber auch für die Geistlichen war die schnelle Verbindung vom Stift Stams auf das Mieminger Plateau und zur Kirche Maria Locherboden von Bedeutung um ihrem Seelsorgebetrieb nachkommen zu können.
Immer wieder musste der Fährbetrieb für längere Zeit eingestellt werden, und so kam es zur Forderung nach der Errichtung eines Steges über den Inn.
Während einer Überfuhr am 17. Mai 1932 riss ein Schiffsseil, fünf Passagiere wurden dabei gefährdet. Daraufhin wurde das Schiffsseil durch ein deutlich stärkeres ersetzt.
Am 6. August 1933 kam es zu einem tragischen Fährunfall. Während einer Überfuhr riss in der Mitte des Inns das Führungsseil der Seilfähre und die hölzerne Überfuhr stürzte um. Bei dem Unglück kam der Fährmann, ein Bauer aus Stams, ums Leben. Sein Passagier, ein Geistlicher des Stiftes Stams, konnte gerettet werden. Nach dem Unfall nahm das Stift Stams den Fährbetrieb nicht mehr auf.
Das Stift Stams entschloss sich zum Bau der Hängebrücke für Fußgänger. Diese wurde von Baumeister Johann Hörmann aus Mötz nach einem Entwurf und unter der Leitung von Landesingenieur Johann Kluibenschedl, Sohn des Malers Heinrich Kluibenschedl, in den Jahren 1934–1935 errichtet. Die Arbeiten waren Teil des Arbeitsbeschaffungsprogramms der österreichischen Bundesregierung. Die Einweihung der Brücke fand am 25. Juli 1935, dem Jahrestag der Ermordung des ehemaligen Bundeskanzlers Engelbert Dollfuß statt und sie wurde „Kanzler-Dollfuß-Steg“ genannt.
Heute führt die Brücke den Namen „Stamser Steg“ und ist ein beliebter Ausgangspunkt für Wanderungen auf das Mieminger Plateau und zur Wallfahrtskirche Maria Locherboden.